# لي أوسكار
لي أوسكار (بالإنجليزية: Lee Oskar؛ بالدنماركية: Lee Oskar) هو موسيقي أمريكي ودنماركي، ولد في 24 مارس 1948 في كوبنهاغن في الدنمارك.

## وصلات خارجية
- الموقع الرسمي
- لي أوسكار على موقع IMDb (الإنجليزية)
- لي أوسكار على موقع ميوزك برينز (الإنجليزية)
- لي أوسكار على موقع أول ميوزيك (الإنجليزية)
- لي أوسكار على موقع ديسكوغز (الإنجليزية)